# CAPC - musée d'Art contemporain de Bordeaux
Pour les articles homonymes, voir CAPC.
Le CAPC - Musée d'Art contemporain de Bordeaux, anciennement Centre d'arts plastiques contemporains, est un musée consacré à l'art contemporain et conceptuel, inauguré en 1984 à Bordeaux. Il est situé dans le quartier des Chartrons, au sein de l'ancien Entrepôt Lainé, destiné initialement à accueillir les marchandises produites par les esclaves dans les plantations coloniales.
Acteur culturel de référence sur le plan national et international, il est labellisé « Musée de France » en 2002, et « Centre d'art contemporain d'intérêt national » en janvier 2021.

## Historique

### L'association
Le Centre d'arts plastiques et contemporains (CAPC) est créé en 1973 par Jean-Louis Froment qui en sera le directeur jusqu'en 1996.
Jusqu'en 1984, le CAPC, lieu de production artistique pluridisciplinaire et d'expositions d'artistes nationaux et internationaux de la scène émergente, est géré sous statut associatif.
La première grande exposition collective d’art contemporain organisée en 1973 à Bordeaux, Regarder ailleurs, se tient dans le hall du Palais de la Bourse, avec des créations de Claude Viallat, Gina Pane, Jean Otth et Gérard Titus-Carmel.
En 1975, le CAPC s'installe dans l'ancien Entrepôt Lainé (hangar construit entre 1822 et 1824 par l'ingénieur Claude Deschamps pour stocker les marchandises produites par les esclaves dans les plantations coloniales), tout en poursuivant ses projets itinérants en France et à travers l'Europe.

### Le musée

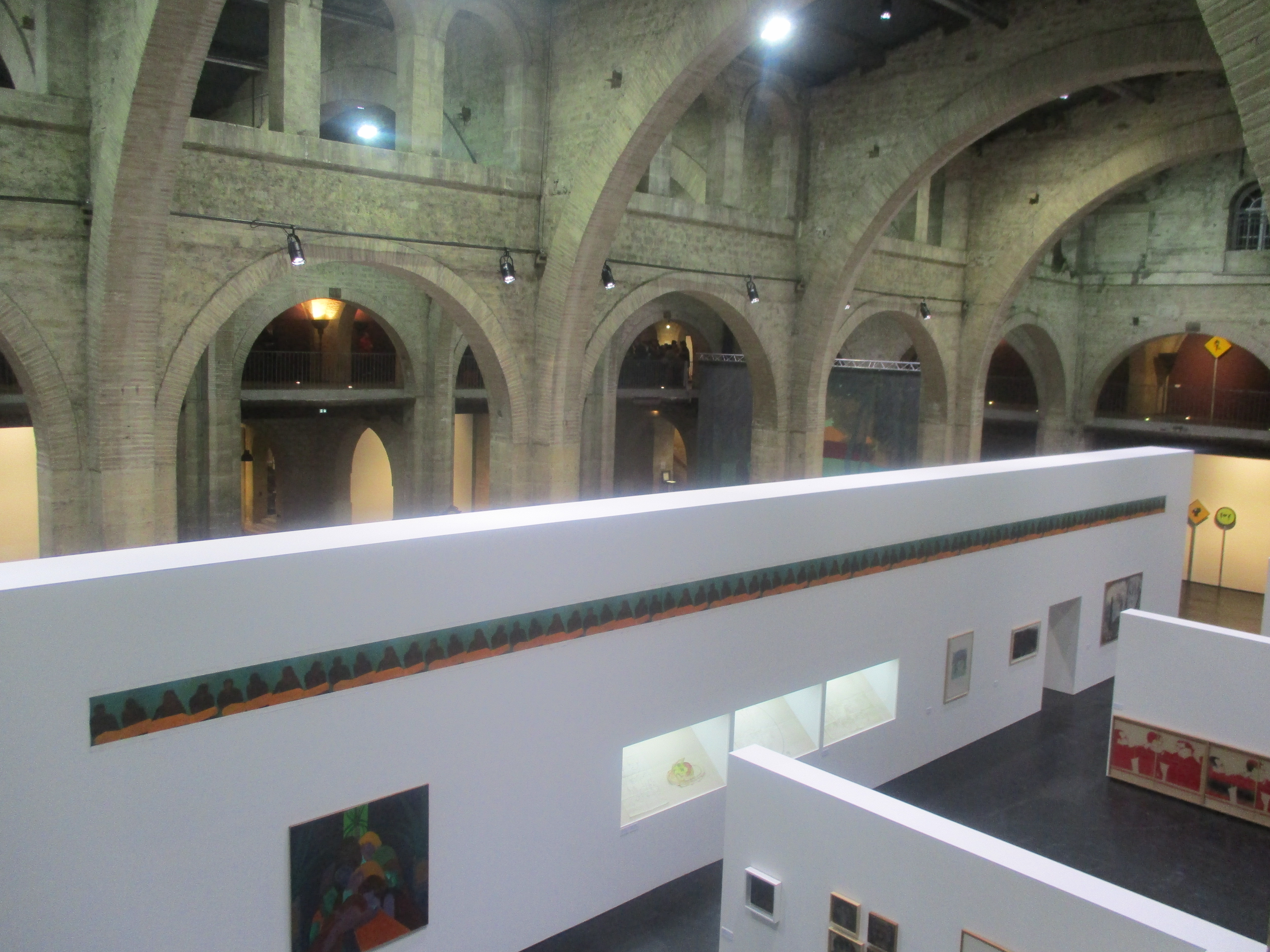
Grande nef de l'entrepôt Lainé, lors de l'exposition de Beatriz Gonzalez en janvier 2018.

En 1984, l'importance des œuvres produites et l'intérêt de leur conservation, conduisent le ministère de la Culture et la ville de Bordeaux à donner au CAPC le statut de musée d'art contemporain. L'entrepôt est restauré en trois tranches entre 1984 et 1990, par les architectes Valode et Pistre, et aménagé par la designer Andrée Putman.
Au cours des années, le CAPC évolue non seulement dans sa physionomie, mais aussi dans sa configuration intérieure. Les débuts sont modestes – juste une petite galerie au rez-de-chaussée – puis le musée occupe ensuite les trois niveaux du bâtiment et couvre la majorité des espaces disponibles. Le bâtiment abrite également une bibliothèque et le Salon, espace d'information et de communication, qui propose des ouvrages en consultation libre, des documents audio et vidéo liés à l'art contemporain ou l'architecture, et offre la possibilité de s'entretenir avec des médiateurs culturels. En outre, le CAPC accueille régulièrement des concerts, conférences ou ateliers.
Par arrêté du 19 janvier 2021, le label Centre d'art contemporain d'intérêt national est attribué au CAPC.

### Cinquantenaire du CAPC
En 2023, le CAPC fête les 50 ans de la création de son association,. Devant les festivités prévues à cette occasion les 23 et 24 septembre, le militant Karfa Diallo, directeur de l'association Mémoires & Partages, dénonce le 31 août, dans une tribune sur Médiapart, la persistance d'une minimisation sémantique du lien entre l'Entrepôt Lainé et les crimes de l'esclavage, ainsi que l'absence d'espace mémoriel sur le site. Le 21 septembre, à l'initiative de Baptiste Maurin, adjoint au Maire chargé du patrimoine et matrimoine, de la mémoire et de l'éducation artistique, une rencontre a lieu entre Sandra Patron, directrice du musée, Karfa Diallo, et Patrick Serres, président de l’association. Elle débouche sur l'engagement du musée à revoir la formulation et le vocabulaire de présentation, jugé « vieilli et lacunaire ». Un consensus a également été trouvé pour l'installation d'un espace mémoriel : plaque explicative (à l'image de celles que la municipalité posent dans les rues portant des noms de négriers) ou œuvre d'art. La mise en place devrait avoir lieu en 2024, à l'occasion du bicentenaire de l'entrepôt.

## Collection
Sa collection élaborée depuis les années 2000 est particulièrement riche en œuvres des mouvements de l'art conceptuel, de l'art minimal, du Land Art, du groupe Supports/Surfaces ou encore du mouvement de l'Arte povera, respectivement représentés par des artistes comme Lawrence Wiener, On Kawara, Robert Barry, Dan Flavin, Sol LeWitt, Richard Serra, Richard Long, Claude Viallat et enfin Mario Merz. Les collections accueillent également un ensemble important d'œuvres d'artistes français comme Jean-Charles Blais, Robert Combas, Pascal Convert, Christian Boltanski, Daniel Buren, Annette Messager, Jean-Pierre Raynaud et d'artistes espagnols tels que Cristina Iglesias, Miquel Barceló, Juan Munõz ou Susana Solano. La collection, constituée d'un millier d'œuvres représentant cent quarante artistes, est présentée au deuxième étage du musée.

### Richard Long au CAPC
Le CAPC possède des œuvres de Richard Long comme White Rock Line, ligne de 18 tonnes de calcaire blanc de 40 mètres de long sur 1,5 mètre de large réalisée en 1990 pour une installation en extérieur. Cette œuvre est une commande effectuée par l’artiste pour la réouverture du CAPC après sa campagne de rénovation en 1994. Il a ainsi réalisé ses sculptures avec des matériaux trouvés sur place ou prélevés dans la nature. Cela a donné lieu à de grandes installations comme des bois flottés (1981), Stone Field (1989), Snake Circle (1991), Garonne Mud Circles (1990), Muddy Feet Line (1989).

## Expositions
La première exposition du CAPC en 1973, intitulée Regarder ailleurs, est organisée dans le Hall du Palais de la Bourse de Bordeaux. Elle rassemble les travaux de quatre jeunes artistes (Jean Otth, Gérard Titus-Carmel, Gina Pane et Claude Viallat). Viens ensuite Pour mémoires, première exposition collective présentée dans l'Entrepôt Lainé. Le succès de ces deux premières expositions ouvre le chemin pour des centaines d’autres, collectives ou monographiques, comme :
- Andy Warhol, Les papiers peints en 1976
- Identité/Identifications en 1976
- Sculpture/Nature en 1978
- L'art depuis 1960, Collection Ludwig en 1979
- Richard Tuttle en 1980, puis Wire Pieces 1972 en 1986
- Claude Viallat en 1980 (première exposition dans la nef du CAPC)
- Frank Stella, Peintures en 1980
- Sarkis, Réserve sans retour en 1980, puis 21.01.2000 – 09.04.2000 en 2000
- Simon Hantaï, Peintures 1960-1976 et œuvres nouvelles 1981 en 1981
- Richard Long en 1981-1982, Postcards 1968-1982 en 1983, Ligne d'ardoise en 1985, puis en 1990
- Jean-Charles Blais en 1982, puis Tout l'atelier en 1984
- Antiform et Arte povera en 1982
- Georg Baselitz en 1983
- Sol LeWitt, Structures et Wall Drawings en 1983
- Cy Twombly, Œuvres de 1973-1983 en 1984
- Anselm Kiefer, Peintures de 1983-1984 en 1984
- Art minimal I en 1985
- Dan Flavin, Monuments à Tatline, 1964-1982 en 1985
- Jannis Kounellis, Œuvres nouvelles en 1985
- Miquel Barceló, Peintures de 1983 à 1985 en 1985
- Keith Haring en 1985 (première exposition monographique de l'artiste en France ; l'œuvre Sans titre, dans la cage d'ascenseur du CAPC, est un don de l'artiste au musée datant de cette exposition)
- Richard Artschwager, Œuvres de 1962 à 1985 en 1986
- Gilbert & George, Charcoal on Paper Sculptures 1970-1974 en 1986, puis The Singing Sculpture en 1995
- Art Minimal II en 1986-1987
- Wolfgang Laib en 1986-1987
- Mario Merz, Œuvres récentes en 1987, puis en 1992
- Gérard Garouste, Peintures de 1985 à 1987 en 1987-1988
- Collection Sonnabend (25 années de choix et d'activités) en 1988
- Art Conceptuel I en 1988
- John Baldessari, Œuvres de 1966 à 1988 en 1989
- Julian Schnabel, Œuvres nouvelles en 1989
- Richard Serra, Threats of Hells en 1990-1991
- Feux pâles (Exposition réalisée par l'agence Les Ready-made appartiennent à tout le monde®) en 1990-1991
- Daniel Buren, Arguments Topiques en 1991, Autour du retour d’un détour (la palissade du chantier du Palais-Royal) en 1995
- Peter Halley, Œuvres de 1982 à 1991 en 1991
- Pascal Convert en 1992
- Lawrence Weiner, Quelques choses... en 1992
- Périls et Colères en 1992
- Hiroshi Sugimoto, Time exposed en 1992
- Mike Kelley, Œuvres de 1971 à 1991 en 1992
- GAS Grandiose Ambitieux Silencieux (exposition réalisée par Harald Szeemann) en 1993
- Jean-Pierre Raynaud en 1993
- Fabrice Hybert en 1993
- On Kawara, 247 mois / 247 jours en 1993
- Peintures, emblèmes et références en 1993-1994
- "Même si c'est la nuit" en 1994
- Robert Morris, Steam en 1995
- Attitudes/Sculptures 1963-1972 en 1995
- Matthew Barney, Pace Car for the Hubris Pill en 1995
- Traffic (Exposition proposée par Nicolas Bourriaud) en 1996
- Annette Messager, dépendanceindépendance en 1996
- Luc Tuymans en 1998
- Louise Bourgeois en 1998
- Cities on the move 2 (Commissaires : Hou Hanru, Hans Ulrich Obrist) en 1998
- Anish Kapoor en 1999
- Cindy Sherman, rétrospective en 1999
- Présumés innocents, l’art contemporain et l’enfance en 2000
- Jenny Holzer, OH en 2001
- Collection : simulacres et détournements dans les années 80 en 2001-2002
- Les années 70 : l’art en cause en 2002
- Tatiana Trouvé, Aujourd’hui, hier ou il y a longtemps en 2003
- Jessica Stockholder, TV Tipped Toe Nails & the Green Salami en 2003
- Dormir, rêver ...et autres nuits en 2006
- Alicia Framis, Partages en 2006
- Chohreh Feyzdjou, Tout art est en exil en 2007
- Less is Less, More is More, That’s all en 2008
- Yvonne Rainer, Rétrospective des films en 2008
- Ilya Kabakov, 52 entretiens dans une cuisine communautaire en 2009-2010
- Jim Shaw, Left Behind en 2010
- Robert Breer, Sculptures flottantes en 2010-2011
- Dystopia en 2011
- Michel Majerus en 2012
- Allan Kaprow, Yard, 1961/2013 en 2013
- Franz Erhard Walther en 2014-2015
- Alejandro Jodorowsky en 2015
- Leonor Antunes, Le plan flexible en 2015-2016
- Why Not Judy Chicago? (Commissaire : Xabier Araskistain) en 2016
- Rosa Barba, De la source au poème en 2016-2017
- Beatriz Gonzalez, en 2017-2018[13]
- Danh Vo en 2018
- Lubaina Himid, Naming the Money, en 2019-2020[14]

## Direction du CAPC
- Jean-Louis Froment, de 1973 à 1996.
- Henry-Claude Cousseau, assisté de Marie-Laure Bernadac de 1997 à 2000.
- Maurice Fréchuret, de 2001 à 2006.
- Charlotte Laubard de 2006 à 2014.
- Maria Inés Rodriguez Fernandez[3], de 2014 à 2018.
- Sandra Patron, depuis 2019.

## Fréquentation
| Année | Entrées gratuites | Entrées payantes | Total   |
| ----- | ----------------- | ---------------- | ------- |
| 2005  | 74 553            | 12 870           | 87 423  |
| 2006  | 81 589            | 21 789           | 103 378 |
| 2007  | 77 535            | 21 482           | 99 017  |
| 2008  | 83 050            | 27 090           | 110 140 |
| 2009  | 88 649            | 27 127           | 115 776 |
| 2010  | 88 356            | 37 606           | 125 962 |
| 2011  | 108 598           | 38 405           | 147 003 |
| 2012  | 107 016           | 26 287           | 133 303 |
| 2013  | 104 471           | 34 840           | 139 311 |
| 2014  | 82 736            | 44 565           | 127 301 |
| 2015  | 53 283            | 45 846           | 99 129  |
| 2016  | 40 507            | 40 018           | 80 525  |
| 2017  | 54 351            | 42 761           | 97 112  |
| 2018  | 68 615            | 43 632           | 112 247 |
| 2019  | 74 250            | 44 561           | 118 811 |
| 2020  | 38 668            | 10 544           | 49 212  |
| 2021  | 25 880            | 19 779           | 45 659  |

## Accès
Le CAPC est desservi depuis juillet 2007 par la ligne B du tramway de Bordeaux à la station « CAPC - musée d'Art contemporain ».